# Thomas Ponting
Thomas Ponting, detto Tom (Montréal, 28 gennaio 1965), è un ex nuotatore canadese.
Specializzato nei misti e nella farfalla, ha vinto tre medaglie in tre edizioni olimpiche, sempre nella staffetta 4x100 m misti.

## Palmarès
- Olimpiadi
  - Los Angeles 1984: argento nella staffetta 4x100 m misti.
  - Seoul 1988: argento nella staffetta 4x100 m misti.
  - Barcellona 1992: bronzo nella staffetta 4x100 m misti.
- Giochi panpacifici
  - 1985 - Tokyo: bronzo nei 200 m misti.